# Luar na Lubre
I Luar na Lubre sono un gruppo musicale originario della Galizia, in Spagna.

## Storia
Culturalmente e musicalmente legati alla loro terra d'origine, il loro repertorio è sostanzialmente incentrato sulla musica folk galiziana, arrangiata in chiave moderna o tradizionale. Gli strumenti suonati dalla band variano dalla gaita tipica galiziana ai bodhrán celtici accompagnati da flauti, violini e violoncelli. Per anni la cantante del gruppo è stata Rosa Cedrón, sostituita in seguito dalla lisboneta Sara Louraço Vidal in quanto ha intrapreso una carriera da solista. Gli altri componenti sono Xan Cerqueiro, Xulio Varela, Patxi Bermúdez, Bieito Romero, Eduardo Coma, Pedro Valero e Xavier Ferreiro. Con l'arrivo della Louraço Vidal il gruppo ha aperto anche alla cultura e alla musica portoghese.
I Luar na Lubre hanno collaborato con Mike Oldfield, estimatore della voce di Rosa Cedrón con la quale ha anche lavorato per lavori propri. Lo stesso Oldfield li ha voluti con sé per alcuni tour mondiali nei quali li ha fatti conoscere a pubblici più lontani a questo genere di musica.
La canzone Tu Gitana è colonna sonora ormai da anni degli spot della Giunta della Galizia.
Il nome del gruppo è composto da due parole galiziane: Luar significa chiaro di luna, mentre Lubre è una sorta di foresta magica nella cultura e mitologia celtica.

## Formazione
Formazione attuale
- Irma Macías – voce

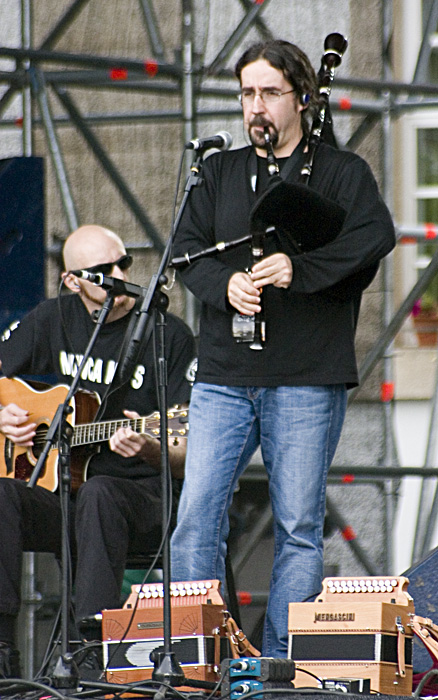
Bieito Romero, suonatore di gaita della band

- Bieito Romero – cornamusa, Accordeon e Zanfoña
- Antía Ameixeiras - violino
- Patxi Bermudez – bouzouki, Percussioni
- Pedro Valero – chitarra
- Xavier Ferreiro – percussioni latine ed effetti
- Xan Cerqueiro – Flutes

Ex Componenti
- Ana Espinosa – voce
- Rosa Cedrón – voce (1996–2005)
- Sara Louraço Vidal – voce (2005–2011)
- Paula Rey – voce (2011-2016)
- Daniel Sisto – chitarra
- Eduardo Coma – violino
- Xavier Cedron – violino
- Xulio Varela – bouzouki, percussioni
- Wafir Gibril  – Ud

## Discografia
- O Son do Ar (1988)
- Beira Atlántica (1990)
- Ara Solis (1993)
- Plenilunio (1997)
- Cabo do Mundo (1999)
- XV Aniversario (2001)
- Espiral (2002)
- Hai un paraiso (2004)
- Saudade (2005)
- Camiños da Fin da Terra (2007)
- Ao Vivo (2009)
- Solsticio (2010)
- Mar Maior (2012)
- Sons da Lubre nas Noites de Luar (2012)
- Torre de Breoghán (2014)
- Extra: Mundi (2015)
- XXX Aniversaio de Luar Na Lubre (2016)
- Ribeira Sacra (2018)
- Vieiras e Vieiros (2020)